# 普拉-德尔帕纳德斯
普拉-德尔帕纳德斯，是西班牙加泰罗尼亚巴塞罗那省的一个市镇。总面积10平方公里，总人口1195人（2013年），人口密度125人/平方公里。